# Musée juif de Suisse
Le musée juif de Suisse est un musée suisse situé à Bâle ouvert en 1966 présentant l'histoire religieuse et quotidienne de la communauté juive de Bâle et de Suisse.
Il s'agit du premier musée juif de l'espace germanophone à être fondé après la Seconde Guerre mondiale.

## Histoire
Le musée juif de Suisse à Bâle a ouvert ses portes en 1966. L'initiative est venue de membres de l'Espérance (une hevra kaddisha) qui se sont rendus à Cologne pour voir l'exposition « Monumenta Judaica » en 1963/64. Ils ont découvert qu'un grand nombre des objets rituels exposés provenaient de la collection de judaica de Bâle et ont décidé de présenter ces objets de façon permanente dans un musée juif à Bâle.
Lors de son ouverture, le musée occupait deux salles à la Kornhausgasse 8, mais il devrait bientôt emménager dans de nouveaux locaux, à la Vesalgasse 5, toujours Bâle. L'architecte d'intérieur Christoph Bernoulli a meublé l'espace dans un style « objectif ». La directrice et fondatrice, Katia Guth-Dreyfus, a dirigé le musée pendant quatre décennies. En 2010, elle a été remplacée par Gaby Knoch-Mund, et en 2015 Naomi Lubrich a repris la direction du musée.
À partir de 2025, le musée déménagera dans un ancien entrepôt de tabac près des principaux bâtiments universitaires à Petersplatz, Vesalgasse 5. À l'époque médiévale, cet emplacement faisait partie du cimetière de la première communauté juive de Bâle.

## Collections
Le Musée juif de Suisse accueille des objets dont la production s'étend sur 2000 ans, dont la provenance va de Bâle à Riga, d’Alep à Eilat, de l’Espagne à l’Amérique du Sud.
Les objets phares de la collection sont les objets cérémoniaux en argent, les vêtements rituels datant des XVIIe et XVIIIe siècles, et les documents qui retracent l’histoire culturelle des juives et des juifs en Suisse. À côté de cela, le musée présente aussi des objets contemporains : judaica, art et objets de la vie quotidienne.
On mentionnera aussi les pierres tombales médiévales monumentales provenant du cimetière juif de Bâle et les gravures hébraïques de Bâle sont des témoignages historiques importants. Des documents sur les congrès sionistes de Bâle et des lettres originales de Theodor Herzl, l'auteur de L'État des Juifs, montrent que Bâle est une ville qui a influencé la politique mondiale.

### Histoire des collections
Les premiers objets présentés dans l'exposition du musée juif étaient des judaica collectés par le musée suisse du Folklore (aujourd'hui Museum der Kulturen à Bâle). Après 1966, la collection du musée s'est élargie pour inclure des objets de Bâle et du Rhin supérieur, des deux villages d'Argovie (plus précisément du Surbtal), Endingen et Lengnau (où vivait une communauté juive), ainsi que du reste de la Suisse et de l'Europe. Les « Mappot de Lengnau » constitue une découverte remarquable réalisée dans la vallée du Surbtal (en). Il s'agit d'une collection de 218 mappa, des tissus destinés à attache et à garder fermé le rouleau de la Torah. Ce nombre en fait la plus grande collection cohérente connue d'une communauté .

## Sélection d'objets en exposition
|  | « Aron ha kodesh » de Soleure |
|  | Ce « aron ha kodesh », ou « sanctuaire sacré », a été réalisé pour l'ancienne salle de prière de la communauté juive de Soleure (SO), inaugurée en 1893. L'inscription dit : « Sachez devant qui vous vous tenez ! » La petite communauté juive dut renoncer à sa salle de prière en 1986, et le mobilier ainsi que les objets furent divisés entre la communauté juive de Berne (BE) et le musée juif de Suisse. |
|  | Banc de circoncision |
|  | Ce banc de circoncision (pour la cérémonie de brit milah) a été sculpté en 1791 et il est entré dans la collection du musée en 1973. Y est gravé un verset du premier livre de Moïse : « Vous vous circoncirez ; et ce sera un signe d'alliance entre moi et vous. À l'âge de huit jours, tout mâle parmi vous sera circoncis, selon vos générations (Genèse 17:11) ». |
|  | Manteau de Torah |
|  | Ce manteau de Torah a été trouvé en 1967 dans la réserve de la synagogue d'Endingen (Argovie) en Suisse. Il s'agit d'une soie française du XVIIIe siècle, utilisée à l'origine comme robe de femme, peut-être même comme robe de mariée. Le matériel a été converti en manteau de Torah, une pratique controversée, mais assez courante avant le XXe siècle. |
|  | Mappa de Lengnau |
|  | Une mappa est faite à partir du tissu utilisé pour envelopper un nouveau-né sur son Brit Milah, reliant ainsi le monde communal de la synagogue à la vie de l'individu. Cette mappa brodée en lin grossier date de 1744 et appartient à la collection « Mappot de Lengnau ». L'inscription se lit : « Samuel, fils de Meir, qui est né sous une bonne étoile le vendredi, soir de Shabbat, 2e Kislew 5505, qu'il grandisse sous la Torah à la houppa et aux bonnes actions, Amen Selah ». Brodée de fils colorés, cette mappa représente un vase de fleurs. Symboliquement, le vase représente la Torah, qui peut aussi être considérée comme l’arbre de vie. |
|  | Montre de poche de La Chaux-de-Fonds |
|  | Cette montre de poche en argent et en laiton a été fabriquée en 1901 par Jules Levy à La Chaux-de-Fonds, comme en témoigne l'inscription : « Jules Levy. Chaux-de-Fonds. Tishri 5662. Mon cher oncle ». Le « cher oncle » de Levy était Aron Rhein. Tishri est le premier mois de l'année civile juive, qui se situe entre septembre et octobre. Les chiffres des heures sont représentés par des caractères hébreux. La communauté juive de La Chaux-de-Fonds, fondée en 1833, connut une croissance rapide et comptait environ 900 membres en 1900 quand l’industrie horlogère locale était à son apogée.                                                   |
|  | Passeport marqué d'un tampon J |
|  | Le 30 décembre 1938, le passeport allemand d'Agatha Süss fut marqué d'un tampon « J » pour indiquer que celle-ci est de religion juive. Comme sa fille avait épousé un Suisse, Agatha Süss réussit à obtenir un visa pour la Suisse. Elle s'installa à Bâle avec son beau-fils et sa fille, échappant ainsi à la Shoah. |
|  | Phototypie du premier congrès Sioniste |
|  | Avec le procédé de la phototypie datant du milieu du XIXe siècle, il était assez facile de produire des centaines de photographies à la fois. Ce phototype montre les 162 participants du premier congrès sioniste, qui eut lieu à Bâle en 1897. La plupart des participants étaient des hommes, mais il y avait aussi quelques femmes. Leurs photographies se trouvent dans la rangée inférieure. Les femmes étaient autorisées à participer, mais n’osaient pas voter. |

## Publications
- 2003 : Jüdische Hochzeitsverträge aus Italien
- 2006 : Truhe auf Wanderschaft. Eine jüdische Familiengeschichte aus Frankfurt und Basel
- 2006 : Ins Licht gerückt. Sammlungszugänge der letzten 10 Jahre
- 2007 : Endingen-Lengnau. Auf den Spuren der jüdischen Landgemeinden im Aargau
- 2010 : HERZLichen Glückwunsch! Sonderausstellung zum 150. Geburtstag von Theodor Herzl
- 2011 : Bodenheimer, Alfred 1965-, Knoch-Mund, Gaby, Guth, Andreas et Hofer, Dieter, Am Übergang - Bar und Bat Mizwa wie werden jüdische Kinder und Jugendliche erwachsen? ; [anlässlich der Ausstellung Am Übergang - Bar und Bat Mizwa. Wie Werden Jüdische Kinder und Jugendliche Erwachsen?, 4. September 2011 - 30. April 2012] (ISBN 978-3-033-03025-1 et 3-033-03025-4, OCLC 767881904, lire en ligne)
- 2013 : 1001 Amulett. Schutz und Magie – Glaube oder Aberglaube
- 2014 : Knoch-Mund, Gaby. et Jüdisches Museum der Schweiz (Basel), Gesucht Gefunden : Partnerschaft und Liebe im Judentum, Jüdisches Museum der Schweiz, 2014 (ISBN 978-3-033-04633-7 et 3-033-04633-9, OCLC 890183452, lire en ligne)
- 2018 : Battegay, Caspar, et Lubrich, Naomi, Jüdische Schweiz : 50 Objekte erzählen Geschichte = Jewish Switzerland : 50 objects tell their stories (ISBN 978-3-85616-847-6 et 3-85616-847-8, OCLC 1030337455, lire en ligne)
- 2020 : Fabio Luks, CHAI – חי. Oder wenn Grabsteine vom Leben erzählen/CHAI - חי. Or when Gravestones Speak of Life, Biel, édition clandestin.  (ISBN 978-3-905297-99-7)
- 2020 : Pandemie und Poesie. Ein jüdisches Lexikon. Pandemics and Poetics. A Jewish Dictionary. Biel, édition clandestin.  (ISBN 978-3907262085)
- 2021 : Naomi Lubrich: Passports, Profiteers, Police. A Swiss War Secret. Biel, édition clandestin  (ISBN 978-3-907262-09-2)
- 2022 : Naomi Lubrich (ed.): Geburtskultur: Jüdische Zeugnisse aus der ländlichen Schweiz und dem Umland. Schwabe Verlag, Basel  (ISBN 978-3-7965-4607-5)
- 2022 : Naomi Lubrich (ed.): What's in a Name? 25 histoires juives. edition clandestin,  (ISBN 978-3-907262-34-4)